# Elaeocarpus hartleyi
Elaeocarpus hartleyi är en tvåhjärtbladig växtart som beskrevs av Weibel. Elaeocarpus hartleyi ingår i släktet Elaeocarpus och familjen Elaeocarpaceae. Inga underarter finns listade i Catalogue of Life.